# سیارک ۲۴۲۲۶
سیارک ۲۴۲۲۶ (به انگلیسی: 24226 Sekhsaria، نامگذاری:1999XM81) بیست و چهار هزار و دویست و بیست و ششمین سیارک کشف شده‌است که در ۷ دسامبر ۱۹۹۹ کشف شد.
قدر مطلق سیارک برابر ۱۶.۲ است.